# 岩室重休
岩室重休（生年不詳－1561年）是日本戰國時代武將。通稱長門守。父親是岩室重利（伊賀守）或岩室宗順（長門守）。

## 生平
在早期就仕於織田信長，於永祿2年（1559年）被提拔成赤母衣眾（『高木文書』）。此後成為信長的小姓，在永祿3年（1560年）的桶狹間之戰中與長谷川橋介、山口飛驒守、佐脇良之、加藤彌三郎一同在信長出陣之際隨行（『信長公記』）。 與佐佐政次和千秋季忠先於信長本隊率領三百士兵與今川軍交戰，最終在先陣部隊中只有重休生還。
以後繼續仕於信長，在永祿4年（1561年）6月參加鎮壓犬山城城主織田信清的反亂。試圖攻略信清方的小口城而誘降城將中島豐後守，不過被拒絕，因此發生小口城之戰，在這次戰鬥中被槍打中而被討死。
同為小姓的加藤彌三郎在重休死後改名為岩室勘右衛門（重休的女婿），不過不能確定有否繼承家督。一說有兒子小十藏。

## 人物
- 在太田牛一的著書『信長公記』中，重休被記述為「眾所周知的人才，連信長都對其死去感到相當可惜」（隠れなき才人であり、その死を信長も大いに惜しんだ），信長和織田家中對他的評價非常高。